# Ásaheimr
Nella mitologia norrena, l'Ásaheimr ("Regno degli Æsir"; anche Goðheimr  "Terra degli Dèi"  o Ásaland, "Terra degli Æsir") è la terra d'origine degli Æsir, dov'è situata Ásgarðr.
Nei testi più tardi della mitologia norrena viene fatta evemeristicamente corrispondere all'Asia (nell'Gylfaginning), mentre nell'Edda in prosa l'Ásaheimr viene posizionato nei cieli. Proprio l'identificazione dell'Ásaheimr con l'Asia ha mosso l'archeologo Thor Heyerdahl a compiere una serie di scavi ad Azov, in Russia. La spedizione è stato battezzata "Jakten på Odin" (letteralmente "alla ricerca di Odino").
È uno dei nove mondi della cosmologia della mitologia norrena, connesso agli altri dall'albero Yggdrasill. La principale "città" di questa terra è chiamata Ásgarðr, che di fatto è la capitale dell'Ásaheimr, in cui Odino vive e regna sugli dèi.